# Ivana Machalová
Ivana Huspeková (* 5. ledna 1981 Teplice) je česká divadelní herečka. Je absolventkou Vyšší odborné školy herecké v Praze. V letech 2003–2011 byla členkou souboru Malého Vinohradského divadla, které spoluzakládala. Působí v souboru Geisslers Hofcomoedianten a dalších divadlech.

## Role

### Divadlo

#### Komorní činohra
- Návrat pana Leguena aneb Víkend ve výtahu, 2004
- Elling a Kjell Bjarne, 2005
- Kitty Flynn, 2012
- Skromnost, 2013
- Chaos, 2013
- Kolo kolo mlýnský, 2018
- Neslušní, 2018

#### Divadlo na Vinohradech
- Věc Makropulos, 2008

#### Klicperovo divadlo Hradec Králové
- Ještěři, 2009
- Hana, 2021

#### Městská divadla pražská(Divadlo ABC)
- Elefantazie, 2020

#### Malé Vinohradské divadlo(dnesDivadlo D21)
- Oidipús vladař, 2004
- Masopustní šelmovský kousek, 2005
- Děvčátko s mozkem, 2005
- Kytice, 2005
- Beruščina detektivní kancelář, 2005
- Svět naruby, 2006
- Kubula a Kuba Kubikula, 2006
- Kapesní povídky, 2006
- Ferda mravenec - práce všeho druhu, 2007
- Hysterikon, 2007
- Zimní pohádka, 2007
- Berta (od soumraku do úsvitu), 2008
- Beat Generation, 2009
- Fimfárum (Až opadá listí z dubu), 2010
- Panna Orleánská, 2017
- Cloud, 2018
- Rain Woman, 2020
- Emil čili o Háchovi, 2021

#### Divadlo Minor
- Demokracie, 2014
- To byl jen vtip!, 2016
- Mimino, 2018
- Pinokio, 2018
- O veliké řepě, 2019

#### 3D Company
- Vyhnání Gerty Schnirch, 2019